# Klachtenonderhoud

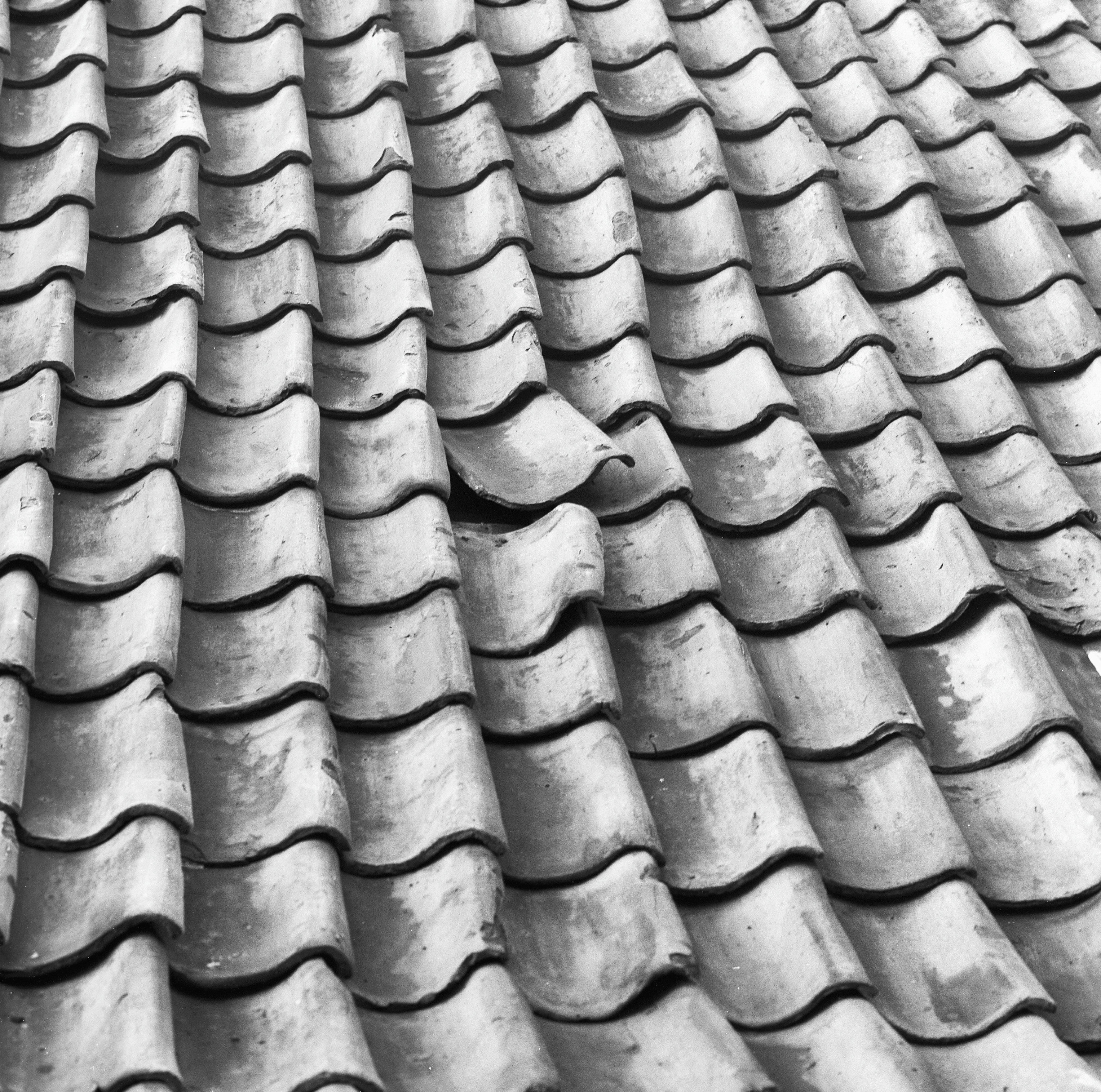
Klacht: lekkage aan dakbedekking na storm

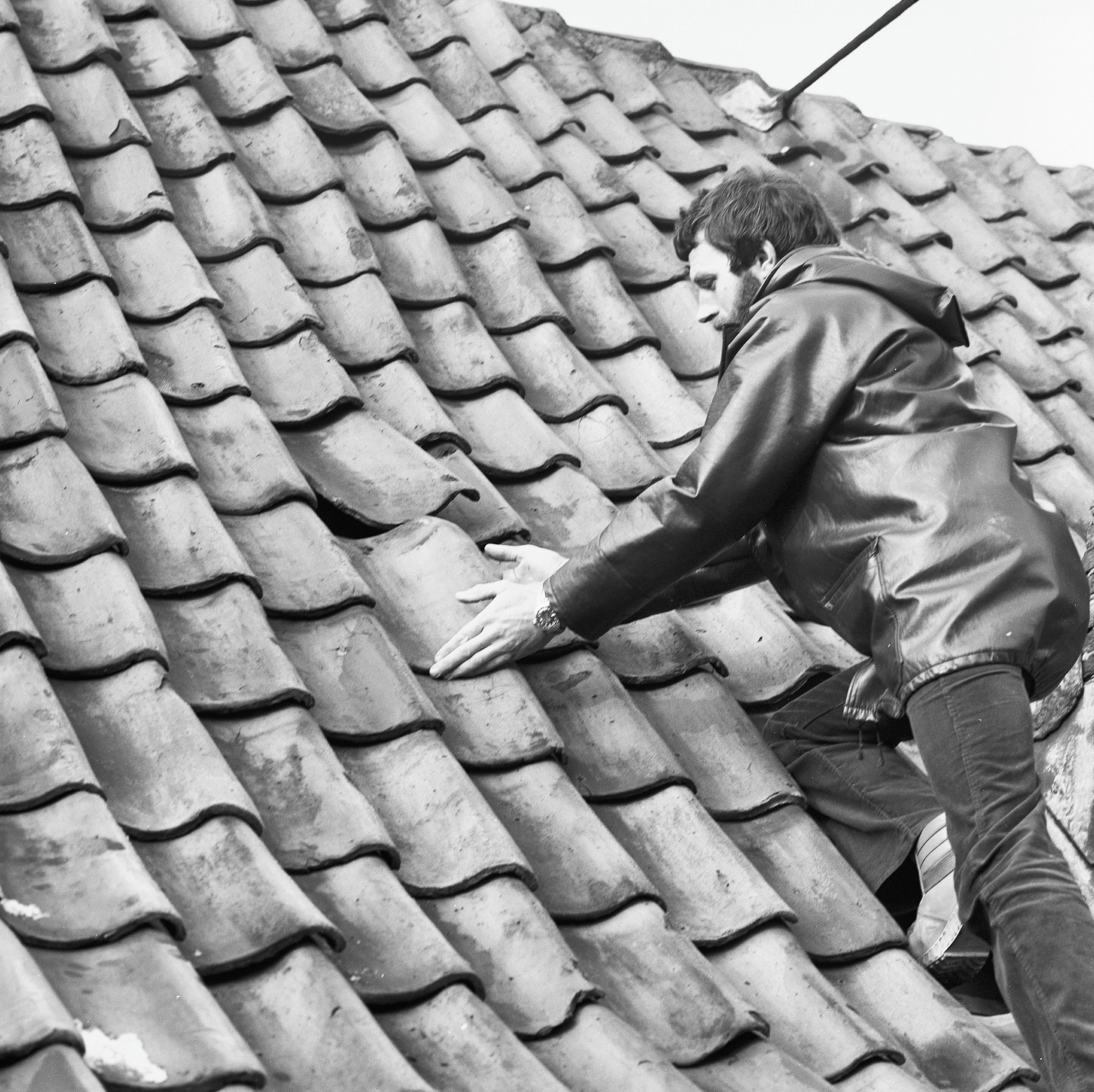
Reparatie door dakdekker, na melden lekkage

Klachtenonderhoud is het onderhoud aan veelal bouwkundige zaken dat wordt uitgevoerd op basis van het verzoek van een huurder of gebruiker van het betreffende vastgoed (het gehuurde). Klachtenonderhoud bestaat vooral uit het verhelpen van storingen aan installaties en het herstellen van schades of gebreken aan bouwkundige elementen die vaak ook gemakkelijk storen of beschadigd raken. Door het uitvoeren van klachtenonderhoud voldoet de eigenaar (verhuurder) van het vastgoed aan zijn plicht als verhuurder het gehuurde in een bruikbare staat te houden. Met name de artikelen 204 t/m 211 van afdeling 2: verplichtingen van de verhuurder in het Nederlandse Burgerlijk Wetboek, boek 7, Titel 4: huur, zien toe op een correct verloop van de melding en afhandeling van klachten van huurders.
Klachtenonderhoud komt vooral veel voor bij woningcorporaties. Huurders hebben het recht om klachten te melden en de corporaties hebben de plicht deze klachten te verhelpen. Daarnaast komen klachten voor bij alle vormen van verhuur van kantoor- en winkelruimte, vaak door institutionele beleggers.
Bij klachtenonderhoud is het van belang om als klager te weten of men in zijn recht staat. Om hier duidelijkheid in te krijgen wordt bij de huurovereenkomst vaak een demarcatielijst aangeleverd waarin staat welke onderdelen van het vastgoed behoren tot de verantwoordelijkheid van de verhuurder en welke tot die van de huurder. Hieruit blijkt dat ook huurders de plicht hebben om hetgeen onder hun verantwoordelijkheid valt te herstellen indien hier zich klachtenonderhoud voordoet.